# Shravana dawydoffi
Espèce
Synonymes
- Nhatrangia dawydoffi Redikorzev, 1938

Shravana dawydoffi est une espèce de pseudoscorpions de la famille des Ideoroncidae.

## Distribution
Cette espèce se rencontre au Viêt Nam, au Cambodge et au Laos.

## Description
Le mâle décrit par Harvey en 2016 mesure 2,56 mm et la femelle 2,72 mm.

## Systématique et taxinomie
Cette espèce a été décrite sous le protonyme Nhatrangia dawydoffi par Redikorzev en 1938. Elle est placée dans le genre Shravana par Harvey en 2016.

## Étymologie
Cette espèce est nommée en l'honneur de Constantin Dawydoff.

## Publication originale
- Redikorzev, 1938 : Les pseudoscorpions de l'Indochine française recueillis par M.C. Dawydoff. Mémoires du Muséum National d'Histoire Naturelle, Paris, vol. 10, p. 69-116.